# Opius thaicorus
Opius thaicorus är en stekelart som beskrevs av Fischer 1999. Opius thaicorus ingår i släktet Opius och familjen bracksteklar. Inga underarter finns listade i Catalogue of Life.